# Argyripnus hulleyi
Argyripnus hulleyi is een straalvinnige vissensoort uit de familie van de diepzeebijlvissen (Sternoptychidae). De wetenschappelijke naam van de soort is voor het eerst geldig gepubliceerd in 2009 door Quéro, Spitz & Vayne.